# Кадочников Володимир Дмитрович
Володимир Дмитрович Кадочников (23 червня 1943, місто Каменськ-Уральський Свердловської області, Російська Федерація — 31 грудня 2015, місто Єкатеринбург, Російська Федерація) — радянський і російський діяч, 1-й секретар Свердловського обкому КПРС. Член ЦК КПРС у 1990—1991 роках. Депутат Верховної ради Російської РФСР 11-го скликання (1985—1990), народний депутат Російської Федерації (1990—1993), входив до складу фракції «Комуністи Росії». Депутат Державної думи Російської Федерації 3-го скликання від КПРФ (1999—2003).

## Життєпис
Народився в родині робітника. У 1960 році закінчив Кам'янсько-Уральську середню школу № 2 Свердловської області.
З вересня 1960 по грудень 1965 року — студент металургійного факультету Уральського політехнічного інституту імені Кірова, інженер-металург із спеціальності «ливарне виробництво чорних і кольорових металів».
Одночасно, у вересні 1960 — січні 1962 року — модельник по дерев'яних моделях модельного цеху Уральського заводу важкого машинобудування імені Серго Орджонікідзе міста Свердловська.
У березні 1966 — листопаді 1968 року — інженер-технолог, у листопаді 1968 — грудні 1972 року — секретар комітету ВЛКСМ Уральського електромеханічного заводу міста Свердловська.
Член КПРС з квітня 1971 року.
У грудні 1972 — квітні 1975 року — начальник технічного бюро служби головного технолога, в квітні — жовтні 1975 року — заступник начальника металургійного відділу служби головного технолога, в жовтні 1975 — жовтні 1978 року — секретар партійного комітету Уральського електромеханічного заводу міста Свердловська.
У жовтні 1978 — лютому 1980 року — 2-й секретар, у лютому 1980 — червні 1983 року — 1-й секретар Кіровського районного комітету КПРС міста Свердловська.
Одночасно, з 1980 по 1983 рік — слухач Свердловської вищої партійної школи.
У червні 1983 — квітні 1990 року — 1-й секретар Свердловського міського комітету КПРС.
У квітні — 2 червня 1990 року — 2-й секретар Свердловського обласного комітету КПРС —  голова комісії із організаційно-партійної і кадрової роботи Свердловського обласного комітету КПРС.
2 червня 1990 — 22 серпня (21 листопада) 1991 року — 1-й секретар Свердловського обласного комітету КПРС.
З грудня 1991 по жовтень 1992 року — заступник директора Асоціації «Уралмідь» у Єкатеринбурзі.
З жовтня 1992 по лютий 1995 року — президент корпорації, з лютого 1995 по вересень 1996 року — генеральний директор АТ Корпорація «Російська піч» у Єкатеринбурзі.
У жовтні 1996—2000 роках — директор експериментально-виробничого філіалу та заступник директора (з квітня 1997 року) Свердловської філії науково-дослідного та конструкторського інституту енерготехніки Міністерства Російської Федерації із атомної енергії в місті Зарєчний Свердловської області.
Після відновлення КПРФ у Свердловській області став на облік, з лютого 1996 року був 1-м секретарем Свердловського обласного комітету КПРФ. Був членом ЦК КПРФ з 1997 по 2004 рік.
19 грудня 1999 року був обраний до Державної думи Російської Федерації третього скликання за федеральним списком виборчого об'єднання КПРФ, був членом фракції КПРФ, заступником голови комітету Державної думи з екології.
У 2004—2008 роках був депутатом Свердловської обласної думи.
У 2004 році взяв участь в альтернативному X з'їзді КПРФ. У зв'язку з цим його було знято з посади першого секретаря Свердловського обласного комітету КПРФ. 27 червня 2005 року був виключений із партії рішенням Президії ЦК КПРФ.
У 2008 році увійшов до першої трійки передвиборчого списку партії «Справедлива Росія» на виборах до Обласної думи Свердловської області, проте депутатом не став.
Помер 31 грудня 2015 року в місті Єкатеринбурзі. Похований на Широкореченському цвинтарі Єкатеринбурга.

## Нагороди і звання
- орден Трудового Червоного Прапора (.07.1986)
- орден «Знак Пошани» (.03.1981)
- медаль «За трудову доблесть» (.09.1976)
- медалі
- Почесний громадянин Свердловської області (2016, посмертно)